# Labrus
Il genere Labrus comprende 4 specie di pesci d'acqua salata appartenenti alla famiglia Labridae, conosciuti comunemente come labri.

## Distribuzione e habitat
Le specie appartenenti a questo genere sono diffuse nell'Oceano Atlantico orientale tra le acque norvegesi ed islandesi a nord e quelle senegalesi a sud. L'areale del genere comprende anche il mar Mediterraneo dove alcune specie sono molto comuni ed il mar Nero.
Sono legati ai fondi duri e sono specialmente comuni nelle zone ricche di alghe o di Fanerogame marine. In Mediterraneo sono frequentissimi nelle praterie di Posidonia oceanica.

## Descrizione
Questi pesci si riconoscono dagli altri labridi europei soprattutto per le dimensioni, assai maggiori, per i colori meno vivaci e per le labbra carnose molto sviluppate da cui il nome generico.

## Specie
- Labrus bergylta Ascanius, 1767
- Labrus merula Linnaeus, 1758
- Labrus mixtus Linnaeus, 1758
- Labrus viridis Linnaeus, 1758